# Exomala polyanor
Exomala polyanor är en skalbaggsart som beskrevs av Ohaus 1916. Exomala polyanor ingår i släktet Exomala och familjen Rutelidae. Inga underarter finns listade i Catalogue of Life.